# مارزانو (بافيا)
مارزانو (بالإيطالية: Marzano)‏ هي بلدة تقع في مقاطعة بافيا بإقليم لومبارديا في شمال إيطاليا. تبلغ مساحة هذه المدينة 9.2 (كم²)، وترتفع عن سطح البحر م، بلغ عدد سكانها 1125 نسمة في عام 2004 حسب إحصاء المعهد الوطني للإحصاء.

## السكان
في سنة 1861 بلغ عدد السكان 1٬276 نسمة، وتطور العدد ليصل في سنة 2011 لـ 1٬559 نسمة.
يظهر هذا المخطط البياني تطور النمو السكاني لـ مارزانو (بافيا)